# Malé Ozorovce
Malé Ozorovce est un village de Slovaquie situé dans la région de Košice.

## Histoire
Première mention écrite du village en 1332.

## Démographie

### Évolution de la population
| Année:               | 1994. | 2004.   | 2014.   | 2024.   |
| -------------------- | ----- | ------- | ------- | ------- |
| Nombre de personnes: | 563   | 566     | 533     | 519     |
| Différence:          |       | +0,53 % | -5,83 % | -2,62 % |

| Année:               | 2023. | 2024.   |
| -------------------- | ----- | ------- |
| Nombre de personnes: | 521   | 519     |
| Différence:          |       | -0,38 % |